# Jalovecká dolina
Jalovecká dolina, starším názvem Jalovská dolina, je dlouhé údolí na jižní straně Západních Tater ve Slovensku. Údolím protéká jí Jalovčanka (Jalovský potok). V horní části se větví na Bobroveckou dolinu a údolí Parichvost.
Údolím prochází žlutě značený turistický chodník z Jalovce přes Bobroveckou dolinu až do sedla Pálenica.